# Thorleif Haug
Thorleif Haug (Lier, 29 settembre 1894 – Drammen, 12 dicembre 1934) è stato uno sciatore nordico norvegese, attivo in tutte le specialità della disciplina (combinata nordica, salto con gli sci, sci di fondo).

## Biografia
Tra il 1918 e il 1924 Thorleif Haug vinse per sei volte la 50 km di sci di fondo di Holmenkollen; la sua striscia vincente fu interrotta solo nel 1922 da Anton Collin. Haug si aggiudicò anche la combinata nordica di Holmenkollen per tre anni consecutivi dal 1919 al 1921.
Haug partecipò ai I Giochi olimpici invernali di Chamonix-Mont-Blanc 1924, prendendo il via in tutte le prove di sci nordico in programma tranne quella di pattuglia militare. Il 30 gennaio si aggiudicò la vittoria nella 50 km di sci di fondo con il tempo di 3:44:32,0 davanti ai connazionali Thoralf Strømstad e Johan Grøttumsbråten; il 2 febbraio vinse la 18 km con il tempo di 1:14:31,4 davanti a Grøttumsbråten e al finlandese Tapani Niku. La 18 km era valida anche come prova di sci di fondo per la combinata nordica, che si concluse il 4 febbraio con la prova di salto con gli sci; si ripeté lo stesso podio norvegese della 50 km, con Haug medaglia d'oro per la terza volta davanti a Strømstad e Grøttumsbråten.
Ai Giochi di Chamonix venne assegnata ad Haug anche una quarta medaglia, per il terzo posto nella gara di salto con gli sci, davanti allo statunitense Anders Haugen, classificato quarto nonostante avesse realizzato il salto più lungo della gara con 50 m. Nel 1974, cinquant'anni dopo, venne scoperto un errore nel punteggio e la classifica venne rettificata: Haugen risultò così terzo, mentre Haug venne retrocesso al quarto posto. Ad Haugen, ottantatreenne, venne consegnata la medaglia di bronzo con una speciale cerimonia di premiazione. Haug, invece, era morto ormai da tempo.
L'ultimo risultato agonistico di rilievo di Haug fu la medaglia d'argento in combinata ai Mondiali di Lahti del 1926.
Ritiratosi dalle competizioni, trovò lavoro come fontaniere a Drammen. Morì a soli quarant'anni nel 1934.

## Palmarès

### Combinata nordica

#### Olimpiadi
- 1 medaglia:
  - 1 oro (individuale a Chamonix-Mont-Blanc 1924)

#### Mondiali
- 1 medaglia:
  - 1 argento (individuale a Lahti 1926)

### Sci di fondo

#### Olimpiadi
- 2 medaglie, valide anche a fini iridati:
  - 2 ori (18 km, 50 km a Chamonix-Mont-Blanc 1924)

## Riconoscimenti
Nel 1919 fu premiato con la Medaglia Holmenkollen, il riconoscimento più prestigioso assegnato in Norvegia ai campioni dello sci. Nel 1990 venne emesso in Norvegia un francobollo a lui dedicato. In suo onore a Drammen è stata eretta una statua di bronzo che lo raffigura, inaugurata nel febbraio 2004.